# Juan Bautista Maíno

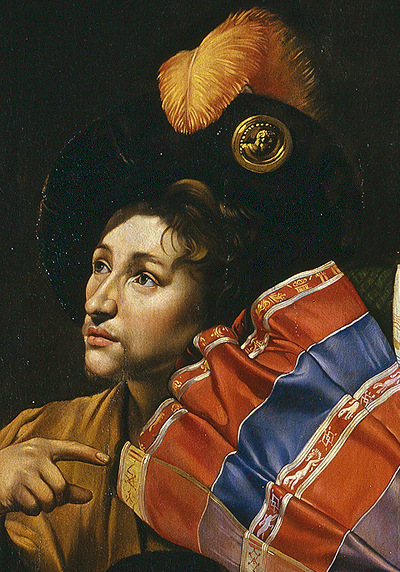
Detail aus Maínos Anbetung der Könige im Prado, Madrid. Es handelt sich möglicherweise um ein Selbstporträt des Malers.

Juan Bautista Maíno, Maino oder Mayno (* in Pastrana, Provinz Guadalajara, getauft am 15. Oktober 1581; † 1. April 1649 in Madrid) war ein spanischer Maler des Frühbarock.

## Leben
Er wurde 1581 in der Stadt Pastrana geboren, als ehelicher Sohn eines gleichnamigen Kaufmanns Mailänder Herkunft und von dessen Frau Ana de Figueredo, die aus Lissabon in Portugal stammte.
Juan Bautista verbrachte seine Jugend in Madrid und zog zu einem unbekannten Zeitpunkt, vermutlich gegen Ende des 16. Jahrhunderts, nach Italien, möglicherweise zunächst nach Mailand, wo er die Werke der Schule von Brescia, vor allem von Girolamo Savoldo kennengelernt haben könnte. Es wird außerdem ein Aufenthalt in Rom angenommen, wo er aus erster Hand den revolutionären Naturalismus von Caravaggio und seiner Schüler kennenlernen konnte, aber auch die klassische Strömung von Annibale Carracci und der Bologneser Schule.
Um 1608 kehrte er nach Pastrana zurück, wo er 1611 für das Monasterio de Concepcionistas Franciscanas einige Gemälde ausführte: eine Trinität und eine Encarnación. Im gleichen Jahr war er in Toledo, wo er einige Werke für die Kathedrale schuf, die heute verloren sind. 1612 malte er dort für das Dominikanerkonvent San Pedro Mártir einen Zyklus von Gemälden für den Hauptaltar, von denen sich heute zehn im Museo del Prado in Madrid Museo del Prado befinden, die als sein Meisterwerk gelten, und von denen die Anbetung der heiligen drei Könige und die Anbetung der Hirten besonders bekannt und bemerkenswert sind. Er malte außerdem allegorische Fresken im Chor der Kirche.

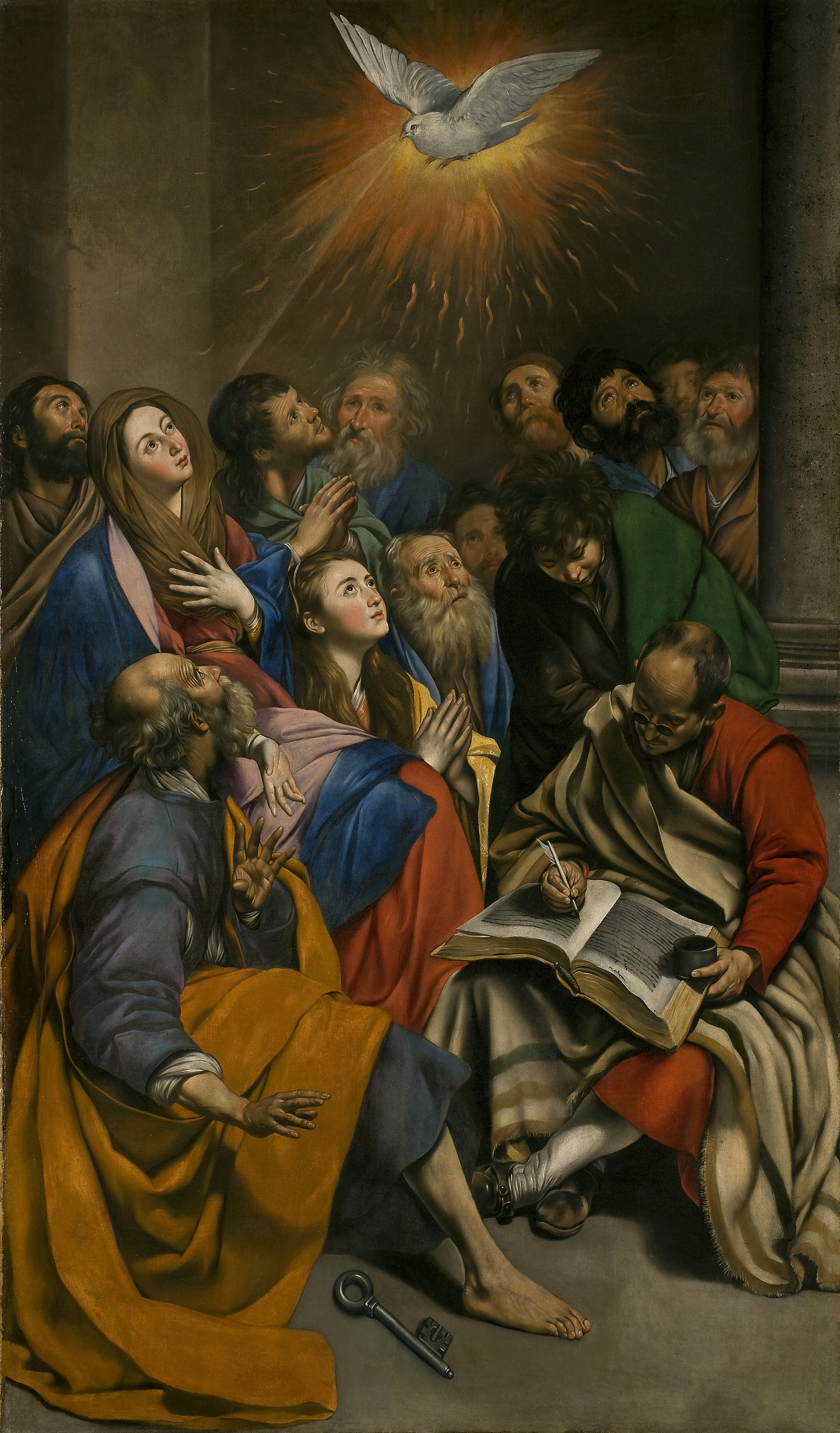
J. B. Maíno: Pfingsten, Öl auf Leinwand, 285 × 163 cm. Museo del Prado, Madrid

Am 20. Juni 1613, trat Maíno in den Dominikanerorden ein und lebte in der Folge im San-Pedro-Mártir-Kloster in Toledo. 1616 ging er wahrscheinlich in Begleitung von Pater Antonio de Sotomayor nach Madrid, wo er zum Beichtvater des noch jugendlichen Infanten Philipp (IV.) und gleichzeitig zu seinem Lehrer im Zeichnen und in der Malerei ernannt wurde, mit einem Gehalt von 200 Dukaten im Jahr. Auf Geheiß des Paters Sotomayor malte er im Kapitelsaal des Klosters von Atocha, wo er lebte, das Altarbild vom Heiligen Dominikus in Soriano, dessen ursprüngliche Leinwand verloren ging; es sind jedoch ausgezeichnete eigenhändige Kopien in verschiedenen ausländischen Museen erhalten.
1626 übertrug er Diego Velázquez die Ausführung des Gemäldes der Vertreibung der Mauren, für das eine öffentliche Ausschreibung durchgeführt worden war (das Gemälde von Velázquez ging beim Brand des Alcázar von Madrid 1734 verloren). Maíno selber wurde 1635 dazu berufen, das Historiengemälde „Die Wiederrückgewinnung der Allerheiligenbucht“ (La recuperación de Bahía de Todos los Santos) für den Salón de Reinos (Saal der Königreiche) im Buen-Retiro-Palast zu malen (heute im Prado, Madrid).
Jusepe Martínez versichert, dass Maíno nur wenig malte, und das nicht aus Not, sondern zum Vergnügen; trotzdem werden heute immer wieder neue Werke von ihm entdeckt, obwohl viele andere endgültig verloren sind. Maíno war auch bekannt für die Herstellung von kleinen Bildern auf Kupfer, von denen einige erhalten geblieben sind, wie Darstellungen des Heiligen Johannes des Täufers in der Kathedrale von Málaga und in einer Privatsammlung in Madrid. Er fertigte auch Miniaturporträts an, doch sind seine besten erhaltenen Bildnisse des Juristen Diego Narbona (Prado, Madrid) und eines dominikanischen Bruders (Ashmolean Museum, Oxford) nicht in diesem Format.
Maíno starb im Kollegium und Konvent Santo Tomás in Madrid 1649. Juan Ricci war möglicherweise ein Schüler von ihm.

## Werk
Maíno ist einer der unbekannteren Meister der spanischen Malerei. Noch bis 1958 hielt ihn die Kunstkritik für einen italienischen Maler. Obwohl Lope de Vega, Francisco Pacheco, Jusepe Martínez oder Antonio Palomino sowohl für seine Person als auch für seine Malerei große Bewunderung zeigten, wurden bisher (Stand 2018) keine wichtigen Studien über ihn durchgeführt. Andererseits hat die Tatsache, dass er nach seinem Eintritt in den Dominikanerorden im Jahre 1613 sein künstlerisches Werk an die zweite Stelle verwiesen haben soll, dazu geführt, dass man seine Produktion nur auf rund vierzig Werke schätzte.
Der größte Teil seines Schaffens war religiösen Themen gewidmet, es gibt jedoch auch einige Landschaften und Miniaturen. Offensichtlich ist der Einfluss der Tenebrosomalerei und des Naturalismus von Caravaggio, aber auch von Gentileschi und Carlo Saraceni; in seinen Landschaften und Miniaturen wird ein Einfluss von Adam Elsheimer, aber auch von Carracci und Domenichino gesehen. Maínos Malerei zeichnet sich durch plastisch stark herausgearbeitete Figuren, eine tendenziell etwas harte Zeichnung, und eine leuchtend bunte, kräftige Farbigkeit mit einer manchmal auch ungewöhnlichen Farbpalette (z. B. Lilatöne) aus.
Liste von Werken:
- Der heilige Johannes der Täufer (1608–10, Kunstmuseum Basel, Basel), früher Caravaggio zugeschrieben.
- Bekehrung des Paulus (ca. 1610, Privatsammlung, Madrid)
- Bekehrung des Paulus (ca. 1614, MNAC, Barcelona)[3]
- Der reuige Petrus (vor 1612, Privatsammlung, Barcelona)
- Landschaft mit Johannes dem Täufer (vor 1613, Privatsammlung, Madrid)
- Landschaft mit büßender Maria Magdalena (vor 1613, Privatsammlung, Madrid)
- Fresken der Capilla Mayor des Convento de San Pedro Mártir (1611–13, Toledo)

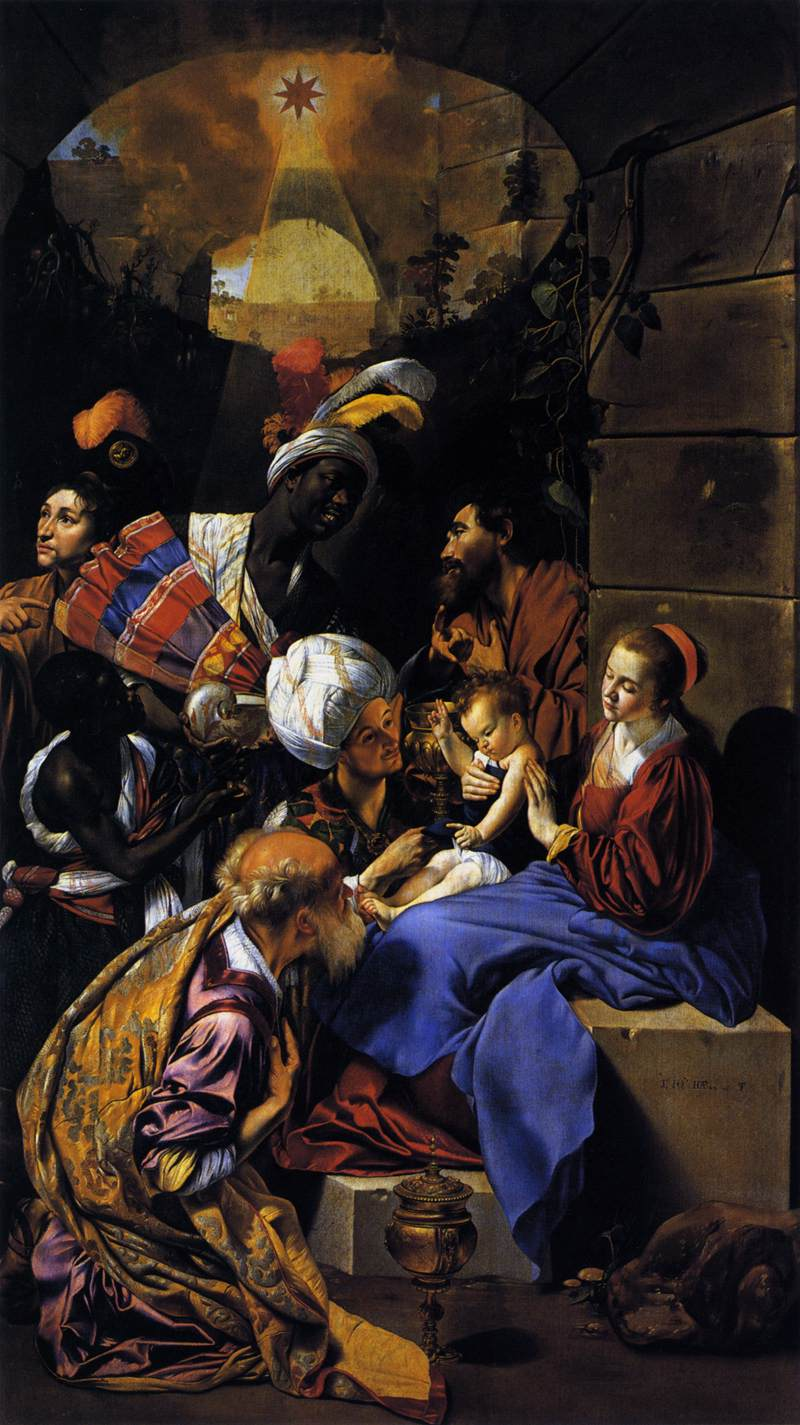
Anbetung der Könige, Prado, Madrid

- Hauptaltar von San Pedro Mártir in Toledo (1612–14, Museo del Prado, Madrid):
  - Anbetung der Hirten
  - Anbetung der heiligen drei Könige
  - Auferstehung Christi
  - Pfingsten
  - Johannes der Täufer in der Wüste
  - Johannes der Evangelist auf Patmos
  - Büßende Magdalena in der Grotte von Sainte-Baume
  - San Antonio der Abt in einer Landschaft
  - Santo Domingo de Guzmán (im Depot des Museo Víctor Balaguer von Vilanova i la Geltru)
  - Santa Katharina von Siena (im Depot des Museums von Vilanova i la Geltru)
- Retablo de la Anunciación (Museo del Prado)
  - Trinität (1612–20)
  - Verkündigung (1610)
- Auferstehung Christi (Gemäldegalerie Alte Meister, Dresden)
- Kreuzigung (Privatsammlung, Saragossa)
- Überreichung der Kasel an San Ildefonso (Verbleib unbekannt)
- Virgen de Belén (Verbleib unbekannt)
- Anbetung der Hirten (Privatsammlung)
- Büßende Magdalena (1615, Privatsammlung, Genf)
- Pfingsten (1615–20, Museo del Prado)
- Porträt eines Caballero (1618–23, Museo del Prado)
- Fresken des unteren Chores im Convento de San Pedro Mártir (1620–24, Toledo)
- San Jacinto (1620–24, San Pedro Mártir, Toledo)
- Porträt Philipps IV. (1623–25, Bayerisches Nationalmuseum, München), Miniatur, Zuschreibung zweifelhaft.
- Porträt eines Caballero (1625, Bayerisches Nationalmuseum, München), Miniatur, Zuschreibung zweifelhaft.
- San Agabo (The Bowes Museum, County Durham)
- Anbetung der Hirten (Eremitage, Sankt Petersburg)
- Anbetung der Hirten (Meadows Museum, Dallas)
- Porträt des Erzbischofs José de Melo (Cabildo Catedralicio, Évora), Zuschreibung zweifelhaft.
- Heiliger Dominikus in Soriano (1629, Museo del Prado)
- Heiliger Dominikus in Soriano (1629, Eremitage, Sankt Petersburg)
- Altar der Familie Miranda (ca. 1629, Colegiata de Pastrana):
  - Don Juan Miranda mit San Francesco von Assisi
  - Doña Ana Hernández mit Johannes dem Täufer
- Wiederrückgewinnung der Allerheiligenbucht in Brasilien (Recuperación de Bahía de Todos los Santos en Brasil; 1634–35, Museo del Prado)
- Porträt eines Dominikanermönchs (1635–40, Ashmolean Museum, Oxford)
- Fray Alonso de Santo Tomás (1648–49, Museu Nacional d’Art de Catalunya, Barcelona)
- Heilige Familie (Kathedrale von Alcalá de Henares)

Bildergalerie
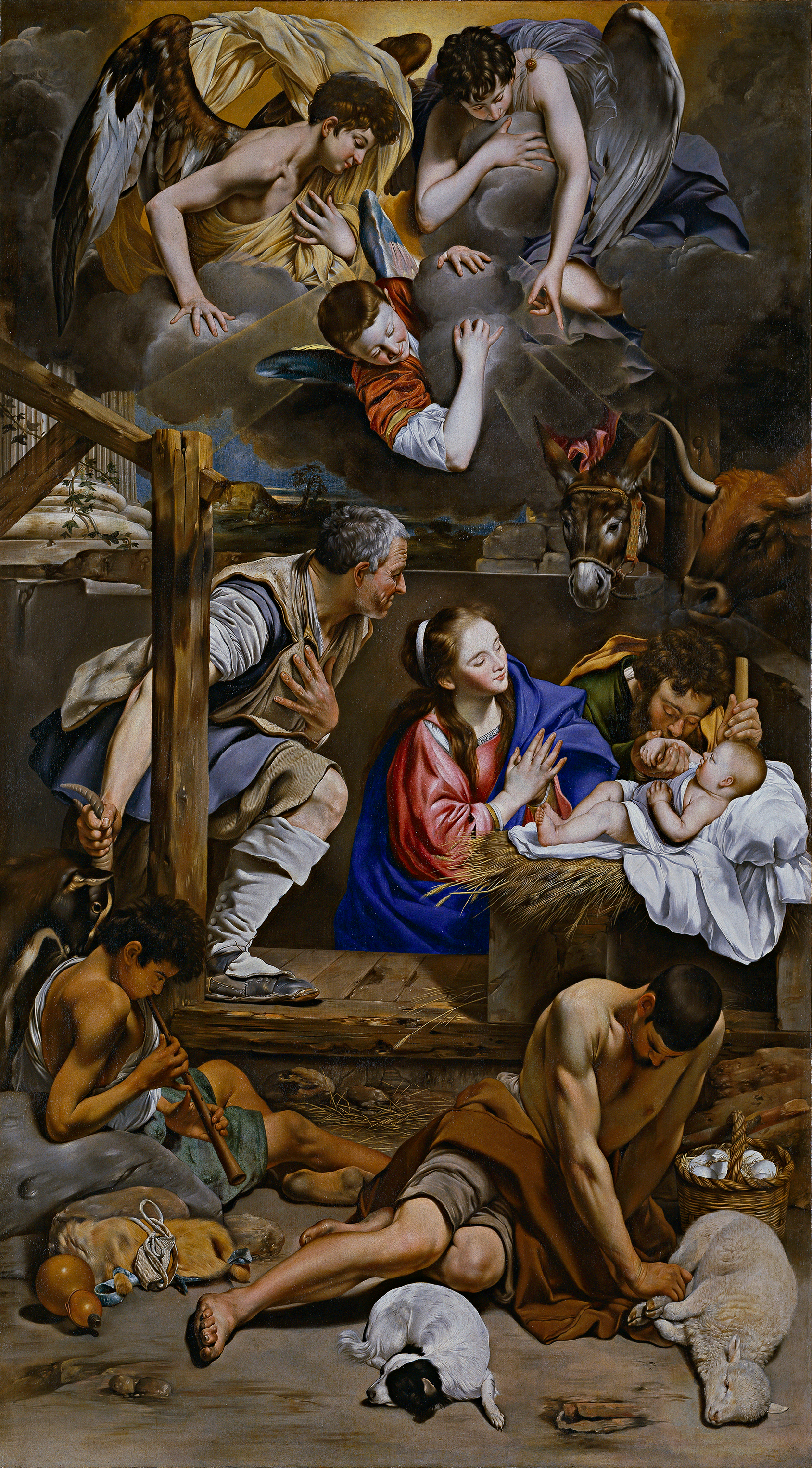
Anbetung der Hirten, Prado, Madrid
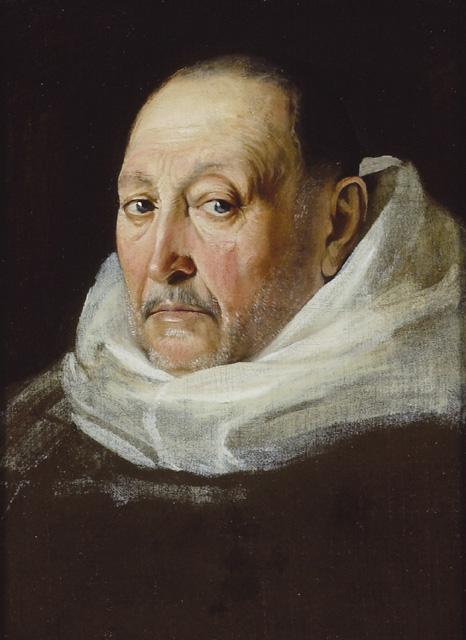
Porträt eines Dominikaners, Ashmolean Museum, Oxford
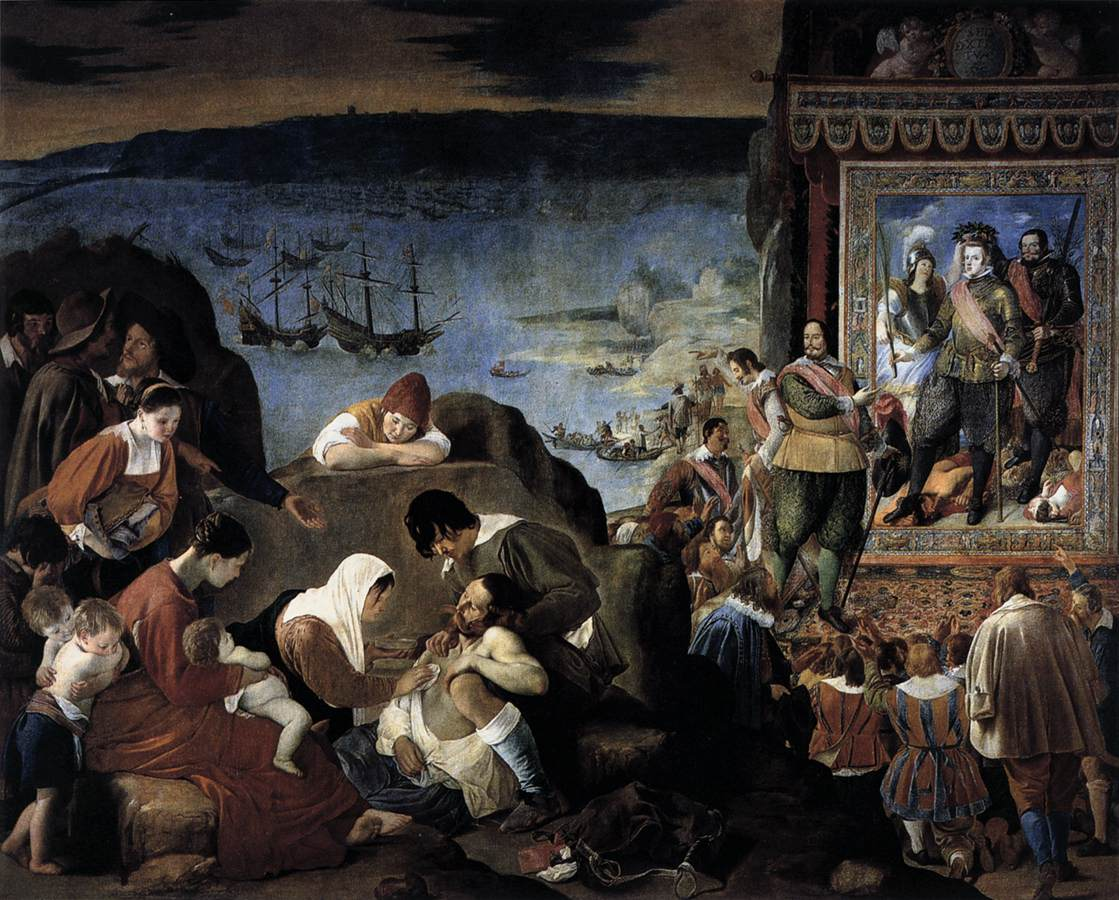
Die Rückgewinnung der Allerheiligenbucht in Brasilien 1625, Prado, Madrid
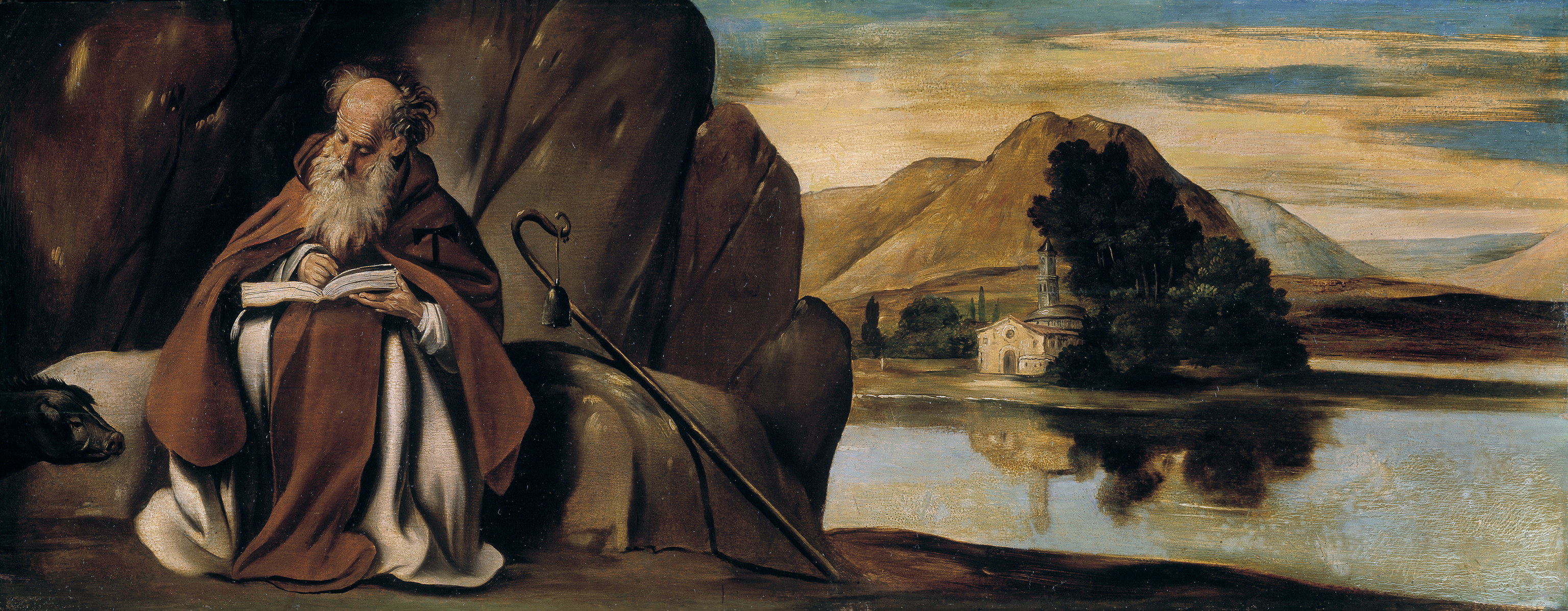
San Antonio Abad, Prado, Madrid
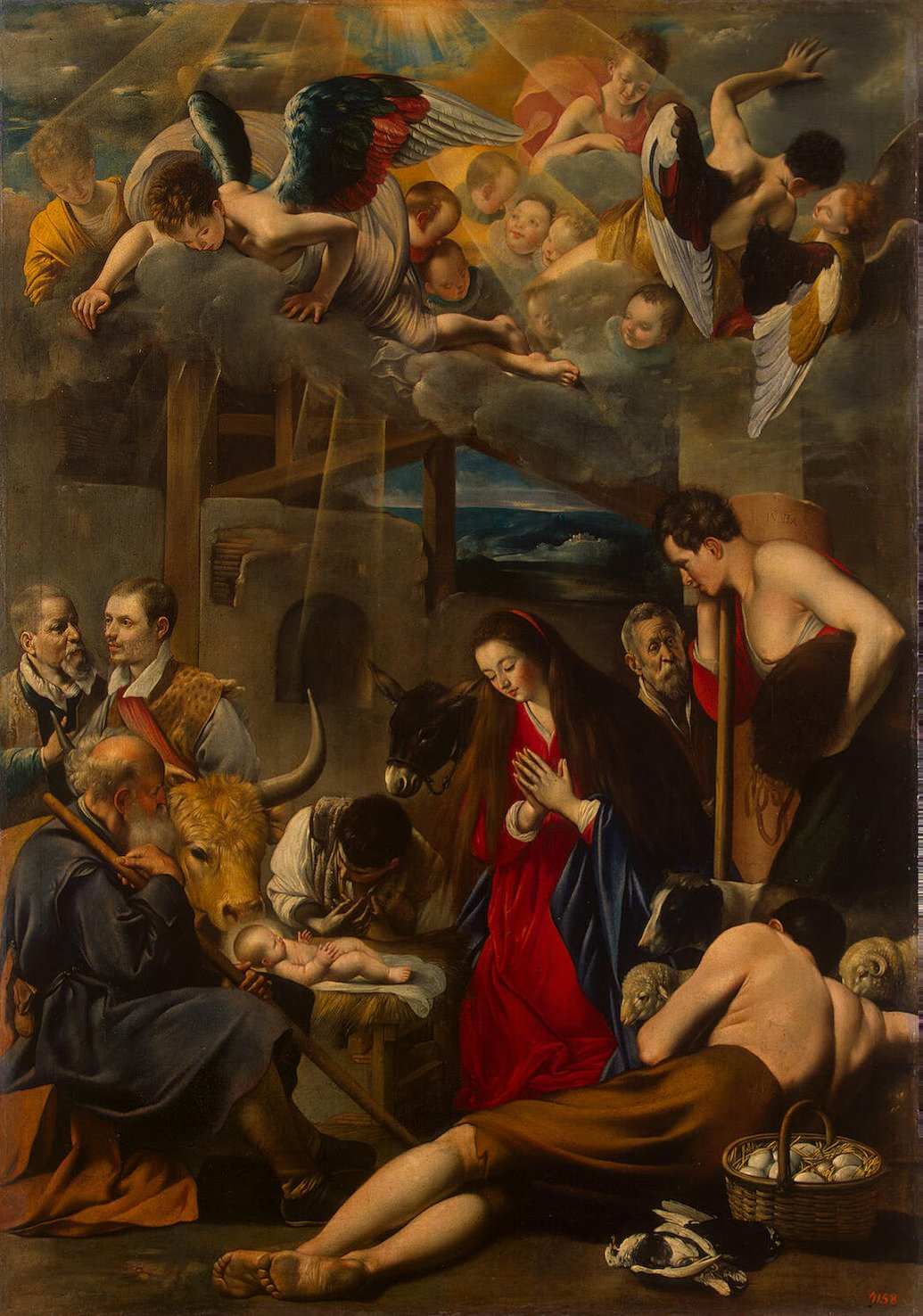
Anbetung der Hirten, Eremitage, Sankt Petersburg